# Distretto di Gaeta
Il distretto di  Gaeta fu una delle suddivisioni amministrative del Regno di Napoli in seguito Regno delle Due Sicilie, subordinate alla   provincia di Terra di Lavoro.

## Istituzione e soppressione
Fu costituito con la legge 132 del 1806 Sulla divisione ed amministrazione delle province del Regno, varata l'8 agosto di quell'anno da Giuseppe Bonaparte.
Con l'occupazione garibaldina e l'annessione al Regno di Sardegna del 1860 il distretto fu soppresso.

## Suddivisione in circondari
Il distretto era suddiviso in successivi livelli amministrativi gerarchicamente dipendenti dal precedente. Al livello immediatamente successivo, infatti, individuiamo i circondari, che, a loro volta, erano costituiti dai comuni, l'unità di base della struttura politico-amministrativa dello Stato moderno. A questi ultimi potevano far capo i casali, centri a carattere prevalentemente rurale. I circondari del distretto di Gaeta ammontavano a nove ed erano i seguenti:
- Circondario di Gaeta;
- Circondario di Fondi;
- Circondario di Pico;
- Circondario di Roccaguglielma (Attuale Esperia comune nato dall'unione di Roccaguglielma con il comune di San Pietro in Curolis);
- Circondario di Traetto;
- Circondario di Roccamonfina;
- Circondario di Sessa;
- Circondario di Carinola;
- Circondario di Ponza.